# Paradoxopsyllus stenotus
Paradoxopsyllus stenotus är en loppart som beskrevs av Liu Chiying, Cai Liyun et Wu Wenzhen 1986. Paradoxopsyllus stenotus ingår i släktet Paradoxopsyllus och familjen smågnagarloppor. Inga underarter finns listade i Catalogue of Life.